# 杨竺坡
杨竺坡（1888年—1964年），山东蓬莱人，中华人民共和国政治人物。
担任安东市第一届工商会会长。1954年，当选第一届全国人民代表大会代表。